# Finale Beker van België 2022 (vrouwenvoetbal)
De finale van de Beker van België (vrouwenvoetbal) 2021/22 werd op 14 mei 2022 gespeeld tussen RSC Anderlecht Women en Standard Fémina de Liège in het AFAS Stadion in Mechelen. Viki De Cremer werd aangesteld als de scheidsrechter voor de bekerfinale. Ze was de hoogst gerangschikte vrouwelijke Belgische scheidsrechter op dat moment nadat ze drie jaar eerder haar FIFA-badge had gehaald. In de laatste 20 minuten van de wedstrijd kon Anderlecht zich naar een elfde bekeroverwinning voetballen na goals van Wijnants, Ouzraoui Diki en Wullaert.

## Voorgeschiedenis
Anderlecht stond al achttien keer eerder in een finale, waarvan er tien gewonnen werden. De laatste bekerfinale waarin Anderlecht aantrad voorafgaand aan de finale van 2022 was de editie van 2017, waarin KAA Gent Ladies met 2–1 won. De laatste keer dat Anderlecht de beker binnenhaalde dateerde van 2013, toen ze Waasland Beveren-Sinaai Girls met 3–0 overwonnen. Standard Fémina stond voor een veertiende keer in de finale van de beker van België voor vrouwen en won de trofee 8 keer eerder. Standard was de verliezend finalist van de laatste voltooide editie in 2019 nadat ze met 2-0 verloren van KAA Gent Ladies. De laatste bekerwinst voor Standard Fémina dateert 2018 toen de finale met 2-0 gewonnen werd van KRC Genk Ladies.
Vier keer eerder werd de finale gespeeld tussen Anderlecht en Standard Fémina. In 1989 (2-0), 1990 (1-1 (3-2)) en 1995 (3-1) trok Standard aan het langste eind. Brussel D71, de voorloper van Anderlecht, won in 1991 van Standard met 2-1. Beide ploegen zouden elkaar normaal treffen in de bekerfinale van 2020, maar deze werd afgelast naar aanleiding van de COVID-19-uitbraak.
Gedurende het seizoen 2021/22 troffen beide teams elkaar vier keer eerder. Anderlecht won in de reguliere competitie van de Super League tweemaal, thuis met 4-1 en uit met 0-2, en in de play-offs won Standard in eigen huis met 1-0 en verloor het op het veld van Anderlecht met 2-0.

## Weg naar de finale
| RSC Anderlecht Women                                                                         | Route naar de finale | Standard Fémina de Liège                                                              |
| bye                                                                                          | Ronde 1 - 3          | bye                                                                                   |
| Oud-Heverlee Leuven B 1 – 5 RSC Anderlecht Women OH Leuven Banqup Academy, 26 september 2021 | 1/16 finale          | Standard Fémina 3 – 0 Eendracht Aalst Ladies SL 16 Football Campus, 25 september 2021 |
| KAA Gent Ladies 0 – 3 RSC Anderlecht Women PGB-stadion, 1 november 2021                      | Achtste finales      | KV Mechelen Dames 0 – 5 Standard Fémina KV Mechelen Jeugdacademie, 30 oktober 2021    |
| SV Zulte Waregem 1 – 3 RSC Anderlecht Women Gemeentelijk sportstadion, 4 december 2021       | Kwartfinales         | Oud-Heverlee Leuven 1 - 2 Standard Fémina OH Leuven Banqup Academy, 5 december 2021   |
| RSC Anderlecht Women 4 – 0 Club YLA Proximus Basecamp, 15 januari 2022                       | Halve finales        | KAA Gent Ladies B 0 – 8 Standard Fémina PGB-stadion, 15 januari 2022                  |

Aangezien beide teams dit seizoen in de Super League uitkwamen, stroomden de club pas in de 1/16 finale het bekertoernooi in.
Anderlecht begon op verplaatsing tegen het tweede team van OH Leuven Women en won vlot van het team uit eerste nationale met 1-5 na een hattrick van Amber Maximus en doelpunten van Ștefania Vătafu en Sarah Wijnants. In de achtste finale wachtte bekerhouder KAA Gent Ladies. Hier volstonden doelpunten van topschutster Tessa Wullaert, Amber Maximus en Ștefania Vătafu voor de 0-3 zege. Hierna volgde een confrontatie op het veld van Zulte Waregem. Anderlecht kwam zeer vroeg op een 0-2 voorsprong na doelpunten van Britt Vanhamel en Noémie Gelders, maar kort nadien volgde de aansluitingstreffer na een own goal van Anderlecht-kapitein Laura De Neve. In de laatste minuten van de wedstrijd zorgde invalster Sakina Ouzraoui Diki voor de verlossende 1-3. In de halve finale wachtte met Club YLA een team uit de kop van het klassement in de Super League. Na 11 minuten zorgde Amber Maximus al voor de voorsprong. Vlak voor de rust zorgde Tessa Wullaert met een afstandschot voor de 2-0. Met een tweede goal van Amber Maximus en een goal van Mariam Toloba werd de 4-0 eindstand in de tweede helft vastgelegd.
Standard mocht het in de eerste wedstrijd meteen opnemen tegen reeksgenoot Eendracht Aalst Ladies. Een vroege goal van Zoë Van Eynde zette Standard al vroeg op voorsprong. Davinia Vanmechelen en Hanne Merkelbach zorgden voor de 2-0 en 3-0. In de achtste finale volgde een verplaatsing naar KV Mechelen Dames uit eerste nationale. Door een penalty van Vanity Lewerissa kwam Standard al snel op voorsprong en niet veel later diepte Welma Fon de score uit. In de tweede helft volgden nog doelpunten van Justine Gomboso, Lotte Jansen en Aster Janssens om de 0-5 op het bord te zetten. In de kwartfinale volgde een topaffiche op het veld van de leider in de Super League, OH Leuven Women. In de eerste helft bracht Léa Detail de bezoekers op voorsprong. In een dolle slotfase scoorde Zenia Mertens eerst nog de gelijkmaker, maar in de laatste minuut zorgde Luka Maillard voor de overwinning van Standard. In de halve finale wachtte een confrontatie met de revelatie van dit bekertoernooi, het tweede team van KAA Gent Ladies dat in eerste nationale uitkwam. Het werd een makkelijke 0-8 zege met onder andere 2 doelpunten van Aster Janssens.

## Incidenten
In het Belgische mannenvoetbal heerst er een grote rivaliteit tussen Anderlecht en Standard en deze wedstrijd in het vrouwenvoetbal werd dan ook op voorhand als een risicomatch beschouwd. Bij aankomst van de harde kern van Standard in het station Mechelen-Nekkerspoel werd illegaal vuurwerk aangetroffen en toen een van de supporters apart genomen werd, vielen de overige supporters de ordediensten aan.
Tijdens de wedstrijd werd de politie bekogeld met voetzoekers waarbij twee hondengeleiders en hun hond gekwetst raakten. Aan het einde van de wedstrijd viel een supporter van Standard van de bovenste tribune naar beneden op een zeil opgespannen door een sponsor.
In en rond het stadion werden ook vernielingen aangebracht. Na afloop van de wedstrijden werden beide harde kernen uit elkaar gehouden om confrontaties te voorkomen..

## Wedstrijd

### Details
|                            |                                                                |               |                          |                                                                |
| 14 mei 2022 18:00 (UTC+2)* | RSC Anderlecht Women                                           | 3 – 0 (0 – 0) | Standard Fémina de Liège | Stadion: AFAS Stadion, Mechelen Scheidsrechter: Viki De Cremer |
| 14 mei 2022 18:00 (UTC+2)* | Sarah Wijnants 70' Sakina Ouzraoui Diki 85' Tessa Wullaert 87' |               |                          | Stadion: AFAS Stadion, Mechelen Scheidsrechter: Viki De Cremer |
| 14 mei 2022 18:00 (UTC+2)* |                                                                |               |                          | Stadion: AFAS Stadion, Mechelen Scheidsrechter: Viki De Cremer |
| 14 mei 2022 18:00 (UTC+2)* |                                                                |               |                          | Stadion: AFAS Stadion, Mechelen Scheidsrechter: Viki De Cremer |
|                            |                                                                |               |                          |                                                                |

| RSC Anderlecht Women | Standard Fémina de Liège |

| GK             | 13 | Justien Odeurs       |     |
| RA             | 25 | Silke Speeckaert     |     |
| CV             | 02 | Michelle Colson      |     |
| CV             | 04 | Laura De Neve        |     |
| LA             | 14 | Laura Deloose        | 89' |
| CM             | 20 | Charlotte Tison      |     |
| CM             | 19 | Mariam Toloba        | 89' |
| AM             | 10 | Ștefania Vătafu      |     |
| RB             | 11 | Sarah Wijnants       |     |
| SP             | 26 | Jarne Teulings       | 65' |
| LB             | 27 | Tessa Wullaert       | 89' |
| Wisselspelers: |    |                      |     |
| GK             | 01 | Hazel Engelen        |     |
| VD             | 04 | Britt Vanhamel       | 89' |
| VD             | 15 | Marie Van Caesbroek  | 89' |
| MV             | 18 | Noémie Gelders       |     |
| AV             | 07 | Sakina Ouzraoui Diki | 65' |
| AV             | 09 | Amber Maximus        | 89' |
| AV             | 28 | Anais Bey-Temsamani  |     |
| Coach:         |    |                      |     |
| Johan Walem    |    |                      |     |

| DM             | 01 | Hillary Damman      |     |
| RA             | 20 | Constance Brackman  |     |
| CV             | 03 | Loredana Humartus   |     |
| CV             | 17 | Maud Coutereels     |     |
| LA             | 15 | Elien Nelisse       |     |
| RM             | 07 | Mauranne Marinucci  | 65' |
| CM             | 05 | Zoë Van Eynde       | 75' |
| CM             | 09 | Laura Miller        |     |
| LM             | 14 | Aster Janssens      | 82' |
| AM             | 10 | Davinia Vanmechelen |     |
| SP             | 22 | Welma Fon           |     |
| Wisselspelers: |    |                     |     |
| DM             | 16 | Léa Desmarais       |     |
| VD             | 04 | Lotte Jansen        |     |
| VD             | 19 | Pam Amorij          |     |
| MV             | 06 | Yuna Appermont      | 65' |
| MV             | 13 | Ilona Thibaux       |     |
| AV             | 02 | Marine Rosala       | 75' |
| AV             | 25 | Hanne Merkelbach    | 82' |
| Coach:         |    |                     |     |
| Stéphane Guidi |    |                     |     |